# Плюснин, Александр Васильевич
Александр Васильевич Плюснин (6 [18] марта 1864 — 16 октября 1921) — хабаровский городской голова, почётный гражданин, предприниматель, общественный деятель и фотограф.

## Биография
Александр Плюснин родился 6 [18] марта 1864 года в семье крестьянина Василия Федоровича Плюснина и Евгении Семеновны. Его родители проживали в Верхнеудинском округе Итанцинской волости слободы Мотовинской. Александр Плюснин получил образование в Иркутской гимназии. Затем поступил в Московское высшее техническое училище, но не окончил его. Александра Плюснина вызвали в Хабаровку, из-за смерти его дяди Андрея Федоровича в 1880 году. Дядя не оставил наследников и его финансы перешли к брату — отцу Александра Плюснина, которому потребовалась помощь старшего сына.
Александр Плюснин добился некоторых успехов в предпринимательском деле — со временем, на его имя было заявлено уже два золотых прииска в районе реки Амгунь. Среди его увлечений была фотография. Он инициировал создание в 1894 году фотографического общества. У общества была своя библиотека технической литературы, которая находилась в его доме.
В 1895 году Александр Плюснин с родственниками купили участок для строительства, а в 1898 году каменный дом был уже построен. В 1896 году Александр Плюснин был среди основателей городского Вольного пожарного общества. В собственности семьи Плюсниных был пароход «Русский», его использовали для поставок зерна по Уссури, Амуру, Сунгари.
В 1898 году был избран гласным городской думы, числился в постоянных членах торговой депутации в думе.
В 1898 году город посетил великий князь Кирилл Владимирович. Он поехал на охоту на Синдинское озеро и с ним в качестве фотографа был Александр Плюснин. Сделанные фотоснимки он подарил великому князю.
В 1899 году в Хабаровске прошла Амуро-Приморская сельскохозяйственная выставка. Там Александр Плюснин выставил свои фотоработы, за что был награжден бронзовой медалью министерства финансов.
Начиная с 1899 года, он был казначеем Хабаровского церковно-приходского попечительства. В январе 1900 года за общественную деятельность был награжден серебряной медалью за усердие. Медаль нужно было носить на шее на Станиславской ленте.
В 1904 году он получил медаль «За усердие».
В 1907 году он построил пароход «Мечта». В 1909 году умер отец предпринимателя, Василий Плюснин. В наследство Александру достались каменный двухэтажный дом и три одноэтажных деревянных дома с хозяйственными постройками.
- Дом Плюснина в Хабаровске
- Фасад дома
- Вид издалека

1 января 1912 года его наградили золотой медалью «За усердие» для ношения на шее на Александровской ленте за его работу в качестве члена учетно-ссудного комитета Хабаровского отделения госбанка. В 1913 году в Хабаровске к 300-летию Дома Романовых была организована выставка. Александр Плюснин стал почётным членом и председателем комиссии по выработке положения об этом выставке. Он был награжден большой золотой медалью за представленные на выставке товары его гильзовой фабрики для папирос.
С началом Первой мировой войны, Александр Плюснин возглавил уездный продовольственный комитет. После Февральской революции, он перестал быть городским головой. Еще при жизни его отца, был основан лесозавод и табачная папиросная фабрика. В 1917 году Плюснин стал заниматься производством папирос, вместе с другими предпринимателями — Мавриди, Садоглу, Пюсклюллю, Кобецким. В июне 1920 года товарищество было разделено и Александр Плюснин, Садоглу и Мавриди перевезли часть оборудования папиросной фабрики во Владивосток.
Весной 1920 года числился в составе малой городской думы.
Плюснин жил в своем каменном доме в Хабаровске до середины 1920 года вместе с женой и детьми, затем переехал во Владивосток.
Во Владивостоке он был избран гласным Приморского земского собрания от общества торговцев. 16 октября 1921 года Александр Плюснин умер во Владивостоке после продолжительной болезни.
14 декабря 1922 года его дом в Хабаровске национализировали. В нем была организована школа имени «товарища Герцена», затем детский сад и детдом, геологический музей.